# Tenthredo balteata
Tenthredo balteata är en stekelart som beskrevs av Johann Christoph Friedrich Klug 1817. Tenthredo balteata ingår i släktet Tenthredo, och familjen bladsteklar. Arten är reproducerande i Sverige.